# Kościół św. Królowej Jadwigi w Radomiu
Kościół świętej Królowej Jadwigi w Radomiu – rzymskokatolicki kościół parafialny należący do parafii pod tym samym wezwaniem (dekanat Radom-Północ diecezji radomskiej).
Jest to świątynia wzniesiona w latach 1984–1991 według projektu architekta Marka Stanika i konstruktora Wacława Króla z Radomia. Kościół został poświęcony przez biskupa Edwarda Materskiego w dniu 16 czerwca 1991 roku. Budowla jest murowana, wybudowana została z czerwonej cegły, otynkowana została w latach 1995–1996. Umieszczone w świątyni ikony namalował budowniczy kościoła i pierwszy proboszcz parafii, ks. Stanisław Drąg.